# Cabaña de isla Paulet

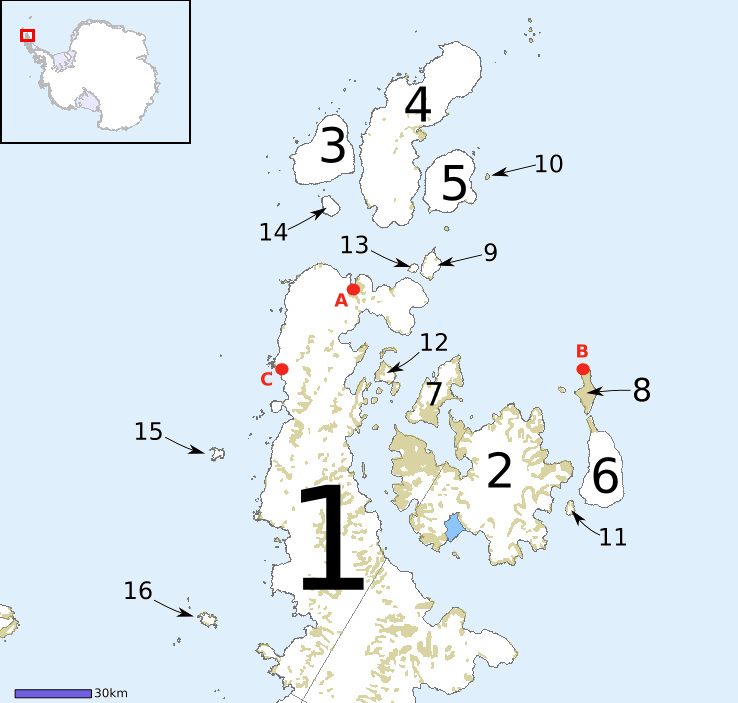
Mapa de la punta de la península Antártica, mostrando la isla Paulet (Nº 10).

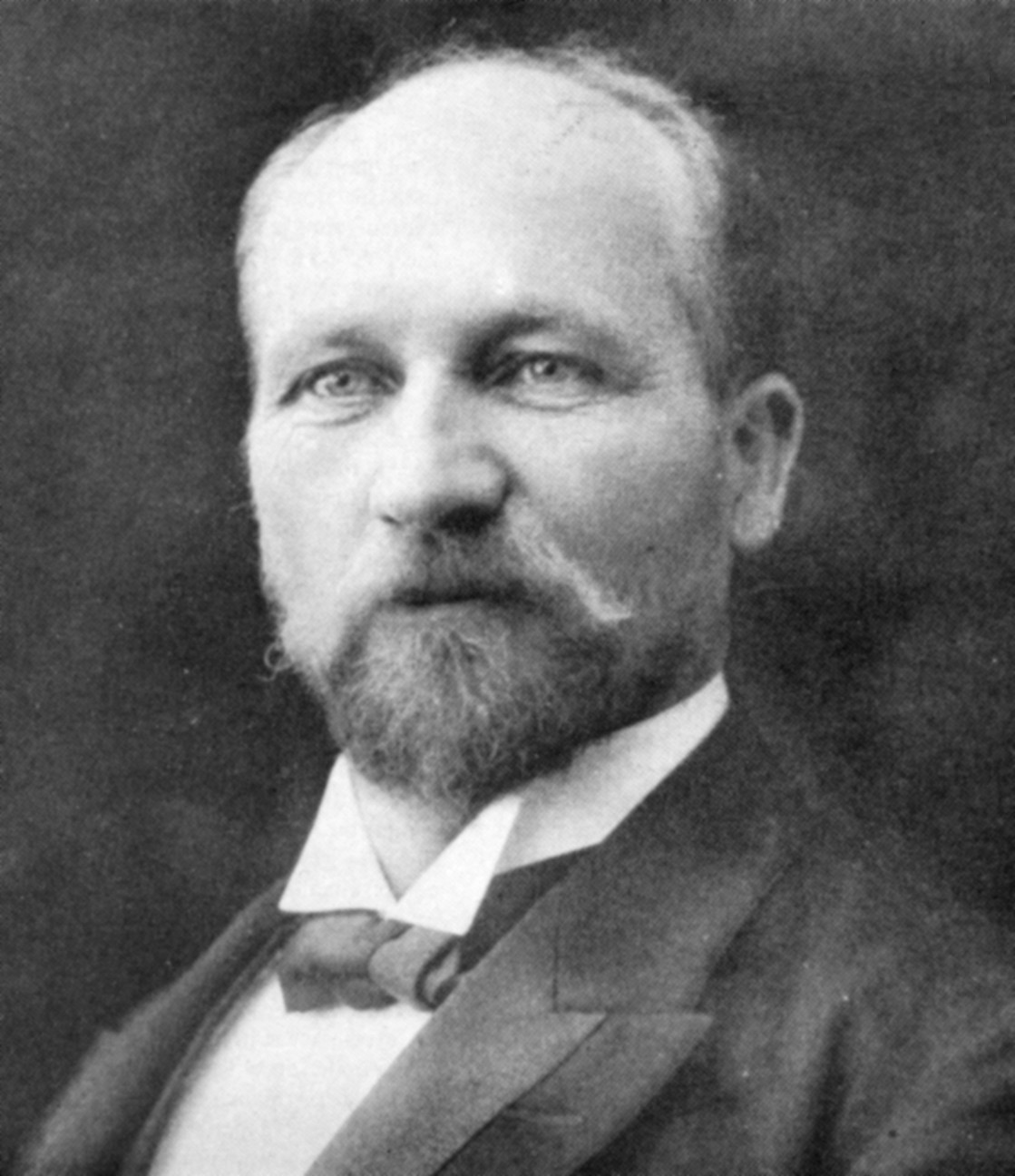
Carl Anton Larsen, capitán del Antarctic.

La Cabaña de Isla Paulet fue una cabaña de piedra, hoy en ruinas, situada en la costa norte de la isla Paulet en el archipiélago de Joinville en la Antártida. Fue erigida en febrero de 1903 por los miembros de la Expedición Antártica Sueca de Otto Nordenskjöld, sobrevivientes del buque naufragado Antarctic dirigido por Carl Anton Larsen.

## Historia
El 14 de febrero de 1902 Nordenskjöld, el meteorólogo Gösta Bodman, el marinero Gustav Akerlund, y el alférez de navío argentino José María Sobral desembarcaron en la isla Cerro Nevado para pasar el invierno mientras el Antarctic, partió a explorar las islas alrededor de la isla San Pedro, la principal de las Georgias del Sur, escapando a los hielos para regresar en el verano de 1902-1903. 
Al llegar diciembre de 1902 el buque Antarctic que debía recogerlos no pudo llegar a la isla debido al abundante hielo que ese año se había formado a lo largo de la península Antártica. El Antarctic, tras desembarcar a las tres personas en la bahía Esperanza para intentar llegar caminando sobre el hielo hasta la cabaña, zarpó tratando de encontrar de nuevo un paso libre de hielo más al este de la península Antártica, que le permitiese llegar, dando un rodeo, a la isla Cerro Nevado. Sería su última travesía, el 12 de febrero de 1903, tras infructuosos intentos de salvar la nave que había quedado atrapada entre los hielos, Larsen debió dar la orden de abandonarla.
Los náufragos consiguieron llegar con las barcas a la isla Paulet en la que construyeron una cabaña con piedras, utilizando los botes y el velamen como cubierta. Allí es donde la tripulación del Antarctic se refugió desde febrero hasta noviembre de 1903 tras el hundimiento del barco que quedó aprisionado por el hielo a 25 km de la isla. Los veinte tripulantes del Antarctic llegaron a ella con su bote de salvamento y construyeron una robusta cabaña de piedra cuyos restos son visibles hoy en día. Dado que llevaban consigo solo unos pocos suministros del Antarctic, pudieron sobrevivir gracias a los cientos de pingüinos que consiguieron cazar y a sus huevos.
Los expedicionarios quedaron divididos en tres grupos incomunicados entre sí. Luego de varios meses, al comenzar el deshielo, Larsen intentó encontrarse con el resto de sus compañeros, y el 9 de noviembre de 1903 llegó finalmente a Cerro Nevado.
Mientras tanto, y ante la inquietud por la desaparición, el Gobierno de Argentina decidió enviar en misión de rescate a la corbeta ARA Uruguay, comandada por Julián Irízar. El 8 de noviembre de 1903 encontró a los expedicionarios en la isla Cerro Nevado. Al día siguiente, arribaron al campamento el capitán Larsen y seis tripulantes del Antarctic. Poco después, la ARA Uruguay se dirigió hacia la isla Paulet y recogió a los náufragos, retornando a Buenos Aires.

## Sitio y Monumento Histórico
La Cabaña de Isla Paulet junto con una tumba perteneciente a un miembro de la expedición y el mojón de rocas construido por los sobrevivientes del naufragio en el punto más alto de la isla para llamar la atención de las expediciones de rescate, fueron designados en 1972 a propuesta de Argentina y el Reino Unido Sitio y Monumento Histórico de la Antártida SMH 41: Cabaña de Isla Paulet bajo el Tratado Antártico, y conservado en conjunto por Argentina, Suecia y Noruega.